# مالكوم روز
مالكوم روز (بالإنجليزية: Malcolm Rose)‏ هو كاتب للأطفال وكاتب بريطاني، ولد في 31 يناير 1953 في كوفنتري في المملكة المتحدة.

## وصلات خارجية
- مالكوم روز على موقع ميوزك برينز (الإنجليزية)